# Anna Kristina Kallin
Anna Kristina Kallin Häggblom, född 6 december 1953 i Umeå, död 25 augusti 2004 i Masthuggs församling i Göteborg, var en svensk skådespelare och sångare.

## Biografi
Kallin föddes i Umeå, och flyttade sedan till Malmö när hon kom in på Scenskolan där. Hon utexaminerades från Scenskolan i Malmö 1977. Därefter var hon under en tid verksam vid Stockholms stadsteater.
Anna Kristina Kallin arbetade större delen av sitt liv på Backa Teater i Göteborg, där hon medverkade i många uppsättningar så som Aniara, Spöket på Canterville, Girl Power och Eliza.
Hon gifte sig 1984 med Johan Häggblom, med vilken hon hade tre barn. Paret skilde sig 2002.
Hon avled den 25 augusti 2004 efter en tids sjukdom.
Kallin är begravd på Stampens kyrkogård.

## Filmografi
- 1986 – Gösta Berlings saga (TV-serie)
- 1990 – Kurt Olsson – filmen om mitt liv som mig själv
- 1993 – Konsulten
- 1996 – Polisen och pyromanen (TV-serie)
- 1999 – Min gud varför har du övergivit mig
- 1999 – Porträttet
- 2000 – Den bästa sommaren
- 2000 – Sjätte dagen (TV-serie)
- 2001 – Anderssons älskarinna (TV-serie)
- 2002 – Familjen (TV-serie)
- 2004 – Orka! Orka! (TV-serie)

## Teater

### Roller (ej komplett)
| År   | Roll                | Produktion                                    | Regi                           | Teater                 |
| ---- | ------------------- | --------------------------------------------- | ------------------------------ | ---------------------- |
| 1977 | Ena prinsessan mfl. | Drottningjakten Göran O Eriksson, Ragnar Lyth | Ragnar Lyth                    | Stockholms stadsteater |
| 1978 | Lena                | Malungskullorna eller vem... Marit Paulsen    | Hans Wigren                    | Stockholms stadsteater |
| 1984 | Ingela              | Lasse i gatan Lars Forssell                   | Eva Bergman                    | Backa teater           |
| 1999 |                     | Horisonten är här Mats Kjelbye                | Alexander Öberg Malin Stenberg | Teater Bhopa           |
| 2001 | Mrs Higgins         | Eliza George Bernard Shaw                     | Eva Bergman                    | Backa teater           |
| 2002 |                     | Hatten är din Mats Kjelbye                    | Alexander Öberg                | Backa teater           |
| 2002 | Mamma               | Nefertitis barn Jonna Nordenskiöld            | Malin Stenberg                 | Backa teater           |